# Circica
Circica es un género de insectos lepidópteros pertenecientea a la familia  Glyphipterigidae.  Se trata  como un sinónimo de Glyphipterix, pero se considera válido por algunos autores.

## Species
- Circica cionophora
- Circica xestobela